# Nikolo Kotzev
Nikolo (Nik) Kotzev (bulgariska: Николо Спасов Коцев), född 1961 i Pazardzhik i Bulgarien och sedan 1989 bosatt på Åland, är en bulgarisk gitarrist, violinist, låtskrivare och producent, mest känd för sin rockopera Nikolo Kotzev's Nostradamus från 2001, och för sin medverkan i bandet Brazen Abbot.

## Biografi
Kotzev började ta violinlektioner vid fem års ålder. Som tonåring började han intressera sig för rockmusik och började spela gitarr.
Kotzev arbetade som gitarrist i ett bulgariskt band när han under en Europaturné i slutet av 1980-talet mötte den svenske sångaren Björn Lodin. När Kotzev 1989 bosatte sig i Mariehamn på Åland anslöt han sig till Lodins band Baltimoore och spelade in två album med dem: Double Density (1992) och Thought For Food (1994).
1994 lämnade Kotzev sitt och Lodins projekt och började i stället arbeta med sitt nya band Brazen Abbot. Resultatet blev Live and Learn (1995), med sångaren Göran Edman, gitarristerna Glenn Hughes (från Deep Purple), och Thomas Vikström, keyboard-spelaren Mic Michaeli (från Europe), basisten Svante Henryson och trumslagaren Ian Haugland (från Europe). Kotzev spelade gitarr, producerade, mixade och skrev samtliga låtar på albumet. Skivan följdes upp av Eye of the Storm (1996) och Bad Religion (1997), med till stor del samma uppsättning.
Kotzev tog en paus från Brazen Abbot när han fick möjlighet att börja arbeta på rockoperan Nostradamus som efter en långdragen process fylld av praktiska och ekonomiska motgånger till slut gavs ut som Nikolo Kotzev's Nostradamus 2001, på SPV Records. På albumet medverkade de flesta av Brazen Abbots medlemmar och sångarna Jørn Lande, Alannah Myles och Sass Jordan.
Kotzev fortsatte turnera med Brazen Abbot 2002, och skivan Guilty as Sin kom ut 2003 följt av livealbumet A Decade of Brazen Abbot 2004 och My Resurrection 2005.
Kotzev har också producerat och mixat album för flera andra artister och band, som Saxon, Molly Hatchet, Rose Tattoo och Messiah's Kiss. Han har också skrivit musiken till Joel, en opera om den åländske författaren Joel Petterssons liv, med libretto av den finlandssvenske författaren Lars Huldén. Operan hade premiär på Åland sommaren 2009.

## Diskografi
- Baltimoore - Double Density (1992)
- Baltimoore - Thought For Food (1994)
- Brazen Abbot - Live and Learn (1995)
- Brazen Abbot - Eye of the Storm (1996)
- Brazen Abbot - Bad Religion (1997)
- Nikolo Kotzev - Nostradamus (2001)
- Brazen Abbot - Guilty as Sin (2003)
- Brazen Abbot - A Decade of Brazen Abbot (2004)
- Brazen Abbot - My Resurrection (2005)